# Říšský komisariát Kavkaz
Říšský komisariát Kavkaz (německy Reichskommissariat Kaukasus, rusky Рейхскомиссариат Кавказ) bylo teoretické politické rozdělení a plánovaný civilní okupační režim Německa v dobytých územích na Kavkazu během 2. světové války. Na rozdíl od ostatních čtyř plánovaných říšských komisariátů měly být experimenty na Kavkazu provedeny pro různé formy autonomie „domorodých skupin“.

## Teoretické plánování německé kavkazské provincie
Říšský komisariát Kavkaz teoreticky zahrnoval Zakavkazsko a Předkavkazí, stejně tak jižní části Ruska až k řece Volze. Hlavními městy byly mimo jiné Rostov, Krasnodar a Majkop na západě, Stavropol, Astrachaň, Elista, Machačkala na východě, Groznyj, Nalčik, Vladikavkaz, Jerevan a Baku na jihu. Civilní správa tohoto území byla v Tbilisi v Gruzii.
Alfred Rosenberg tvrdil, že by se měl Říšský komisariát Kavkaz jmenovat „říšská rezidence“ a že by každá část komisariátu jako Gruzie a Arménie měla být pojmenována jako „Země“ a měla by dostat status „státního subjektu“ pod německou ochranou. Po invazi do Sovětského svazu byly také vytvářeny plány pro vytvoření proněmeckých klientských států na Kavkazu a byly zřízeny „osvobozenecké výbory“ Ázerbájdžánu, Gruzie a Arménie. 15. dubna 1942 jim byl udělen status „plnoprávných spojenců“ Německa. Těmto třem proto-vládám a těm v Předkavkazí bylo Adolfem Hitlerem během německého postupu do Kavkazu přikázáno, aby urovnaly své územní spory. Dále v případě, že by šlo Turecko do války proti Německu, Alfred Rosenberg těmto vládám slíbil územní rozšíření na úkor Turecka.
Rosenberg uvedl, že primárním německým cílem na tomto území bylo získat neomezený přístup k dodávkám ropy z Majkopu a Grozného. Přestože Hitler s tímto stanovením souhlasil, odmítl návrhy na zřízení volně řízené konfederace na Kavkaze. Místo toho věřil, že by území s historií vzájemně válčících států a národů muselo být podrobeno velmi přísné kontrole. Při určování, že by musel být Kavkaz v každém případě oddělen od Ruska, však nerozhodl, jestli by musel být připojen k Německu, ani jakou formu německé správy by musel mít. Návrhy týkající se autonomie národností Kavkazu byly radši přijaty od armády než od Rosenberga, po kterém Hitler požadoval, aby zrušil všechny konkrétní sliby národní nezávislosti z oficiálních vojenských prohlášení, aby nedošlo k žádným závazným slibům. Jednotkám bylo nařízeno, aby s domorodci zacházeli jako s přáteli a na nucené práce byli najímáni jen Rusové a Ukrajinci.
Rosenberg nakonec tvrdil, že by měl post komisaře dostat někdo ze strany novinářů a jeho dlouholetý přítel a kolega baltský Němec Stabsleiter Arno Schickedanz doporučil Hermanna Göringa. Dr Hermann Neubacher, bývalý starosta Vídně a zvláštní vyslanec loutkového Řeckého státu, měl pracovat po boku s Schickedanzem na regionálních ekonomických záležitostech. Schickedanz údajně trávil mnoho času zkoumáním nákresů svého budoucího paláce v Tbilisi.
Plánovači teoretizovali o možném postupu do západního Kazachstánu, aby zajistili východní hranice. Německé plány o dobytí západního Kazachstánu jistě existovaly s cílem pomoci Afrikakorps při africkém tažení a s dodatečným záměrem získání Persie.
V souvislosti s těmito plány němečtí armádní plánovači vymysleli nějaké operace k představení operace Barbarossa ve větším měřítku, a to rozšířením na území Kavkazu, do Turecka, Iráku a Persie. Také během invaze generála Kleista do Kavkazu (operace Blau) byly přítomné německé jednotky (včetně arabských, kavkazských a středo-asijských dobrovolnických skupin SS), jejichž cílem bylo obsadit Kavkaz a Střední Asii rozšiřováním sil Erwina Rommela v Alexandrii přes Blízký východ. Ve vztahu k německo-perské invazi byl 18. ledna 1942 podepsán třístranný vojenský pakt, kde se tři země Osy dohodly na vypracování operační demarkační linie na 70° východní délky (západně od Bombaje).
Došlo k boji o moc mezi jeruzalémským muftím Mohammadem Aminem al-Husaynim a bývalým ministerským předsedou Iráku Rashidem Ali al-Gaylanim .
Plánování se neposunulo o moc dále než k předběžným diskuzím a návrhům zaznamenaných v písemné podobě kvůli postupu sil Rudé armády během války. Historik Norman Rich tvrdí, že krátké trvání německé okupace na Kavkaze znamená, že strategie, které Němci zrealizovali, neposkytují mnoho údajů o dlouhodobé budoucnosti regionu, pokud by byl pod kontrolou států fašistické osy.

### Účast Turecka
Hitler svým strategickým myšlením pověřil Turecko rolí spojence chránícího německé jižní křídlo proti zbytkům poraženého SSSR. 17. března 1941 prohlásil Hitler v diskuzi s Franzem Halderem a Adolfem Heusingerem, že by Turecko mělo získat území na Kavkazu (možná celý Kavkaz) jako odměnu za pomoc Ose, přestože mělo být území využíváno Němci.
V srpnu roku 1941 navrhl Hitler tureckému velvyslanci v Berlíně Hüsrevu Geredovi, že by Turecko mohlo zabrat turkická území Sovětského svazu  V polovině roku 1942 byl Franz von Papen, německý velvyslanec v Ankaře, napaden tureckým premiérem Şükrü Saracoğlem a ministrem zahraničních věcí Numanem Menemencioğlu kvůli budoucnosti tureckých menšin v SSSR. Turecké plány představovaly zřízení řady nárazníkových států podél budoucí turecko-německé hranice a rozšíření vlivu nad těmito státy. Hitler však nebyl připraven na územní ústupky před tím, než se země přidala k Ose.

## Předpokládané územní rozdělení
Říšský komisariát Kavkaz měl být rozdělen mezi sedm Generalkommissariate, které by byly dále rozděleny na několik Sonderkommissariaten a Kreiskommissariate, a ty zase dále na Raions. Administrativní sídlo mělo být v Tbilisích.

### GeneralkommissariatGruzie
Hlavní město: Tbilisi

### GeneralkommissariatÁzerbájdžán
Hlavní město: Baku

### GeneralkommissariatKubáň
Hlavní město: Krasnodar

### Generalkommissariat Terek
Hlavní město: Woroschilowgrad (Stavropol)

### Generalkommissariat für die Gebiete der Bergvölker (Předkavkazsko)
Hlavní město: Ordschonikidse (Vladikavkaz)

### GeneralkommissariatArménie
Hlavní město: Jerevan

### GeneralkommissariatKalmycko
Hlavní město: Astrachaň